# Machovská Lhota

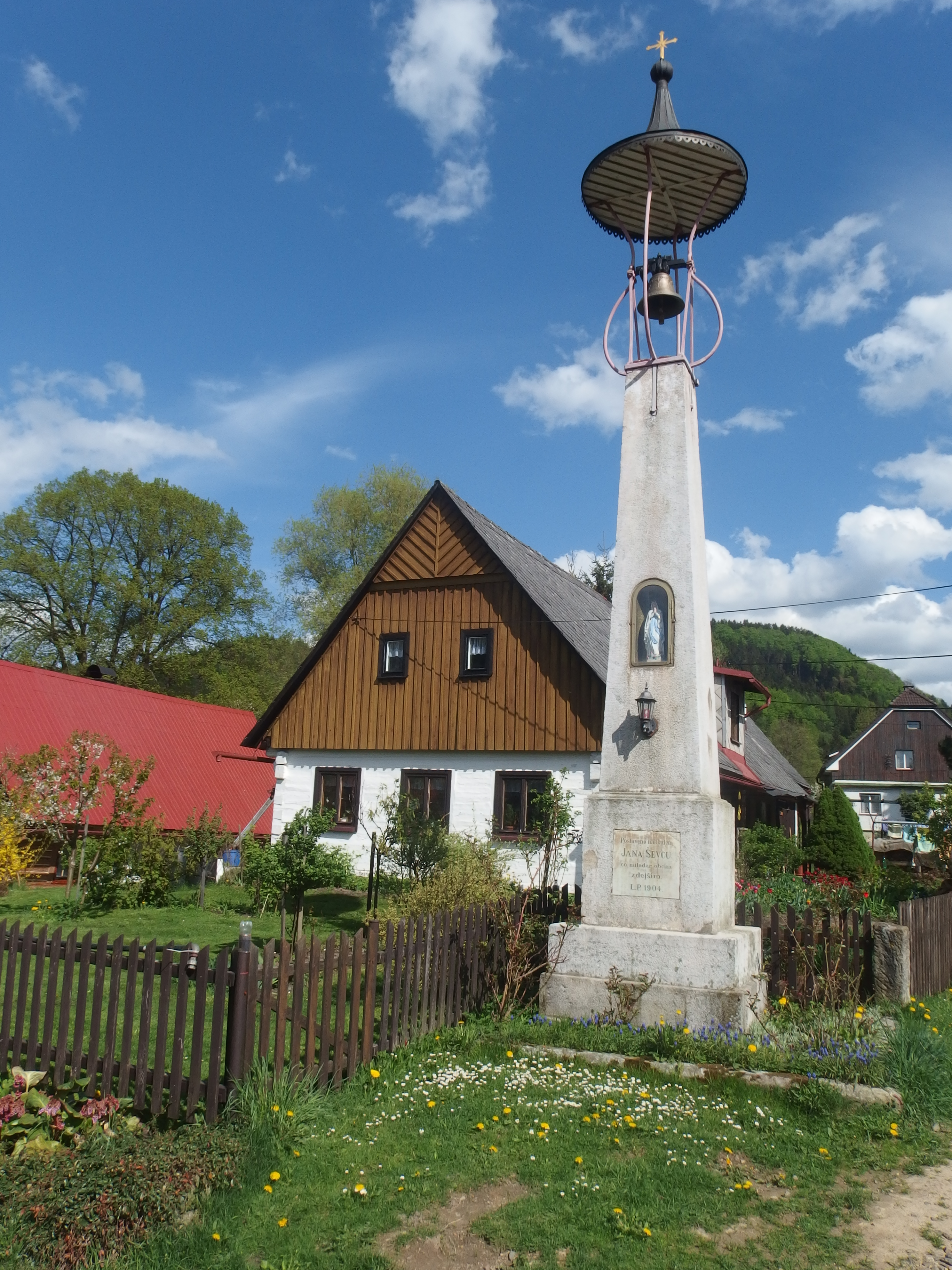
Glockenturm

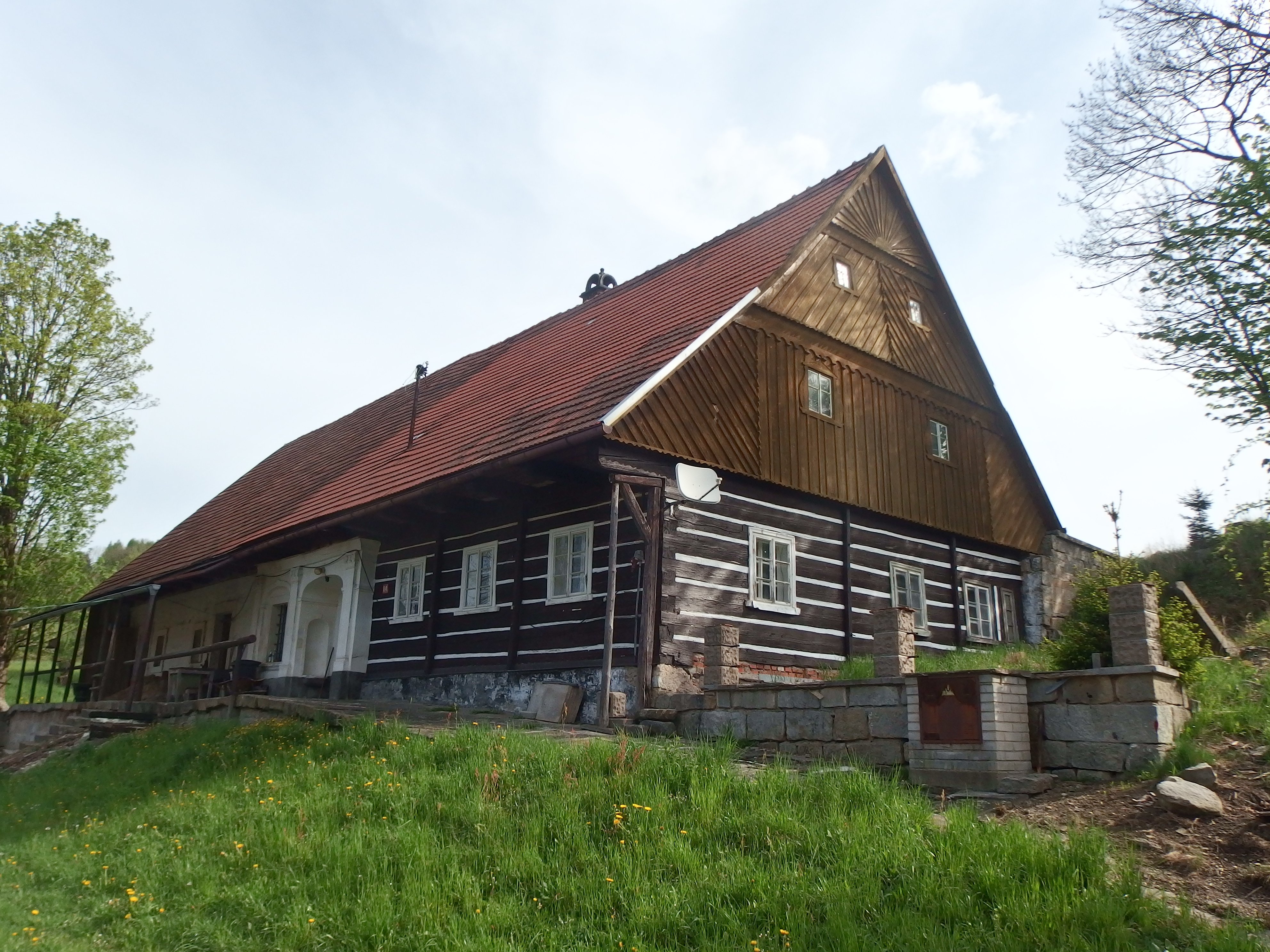
ehemaliger Bauernhof

Machovská Lhota, bis 1950 Lhota u Police nad Metují (vormals auch Lhota Náchodská; deutsch Lhota Möhlten, 1939–45 Lhota Mölten) ist ein Ortsteil der Minderstadt Machov in Tschechien. Er liegt sechs Kilometer südöstlich von Police nad Metují und gehört zum Okres Náchod.

## Geographie
Machovská Lhota liegt im Tal der Trnkava zwischen dem Falkengebirge (Broumovské stěny) und dem Heuscheuergebirge. Nördlich erhebt sich der Signál (711 m n.m.), östlich der Lhotecky Šefel (693 m n.n.), im Norden der Skalniak (tschechisch Bor, deutsch Spiegelberg; 918,5 m n.m.) und nordwestlich der Machovský Šefel (590,2 m n.m.). Nachbarorte sind Řeřišný (Brunnkress) im Norden, Studená Voda im Osten, Pasterka (Passendorf) und Ostra Góra (Nauseney) im Südosten, Machovské Končiny und Pstrążna (Straußeney) im Südwesten sowie Nízká Srbská (Niedersichel) im Westen.

## Geschichte
Die sich entlang der Trnkava erstreckende Siedlung war zweigeteilt. Der untere Teil bildete das Dorf Lhota Náchodská und gehörte zur Herrschaft Nachod, wo es Ende des 15. Jahrhunderts verzeichnet ist. Der obere Teil, das Dorf Mölten, gehörte zur Propstei Politz.
Im Jahre 1836 bestand das im Königgrätzer Kreis gelegene Dorf Lhota hinter Machau bzw. Lhota za Machowem oder Lhota Machowská aus 36 Häusern und einem Gasthaus; unter den damals 221 Bewohnern waren vier protestantische und eine jüdische Familie. Das dicht an der preußischen Grenze gelegene Dorf Malten bzw. Lhota bestand aus 32 Häusern, in denen 212 Personen lebten; im Ort gab es ebenfalls ein Wirtshaus sowie eine Mühle (Nouzín). Pfarrort für beide Dörfer war Machov.
Nach der Aufhebung der Patrimonialherrschaften wurden beide Dörfer zu einer Gemeinde Lhota za Machowem / Lhota Mölten im Gerichtsbezirk Politz vereinigt, die aus den Ortsteilen České Chalupy, Náchodská Lhota und Polická Lhota bestand. Im Jahre 1868 wurde die Gemeinde dem Bezirk Braunau eingeordnet. Seit dem Ende des 19. Jahrhunderts führte die Gemeinde den Namen Náchodská Lhota. Auf Anordnung der Linguistischen Kommission in Prag wurde 1920 der tschechische Ortsname Náchodská Lhota in Lhota u Police nad Metují abgeändert. Seit 1921 wurde nicht mehr zwischen Náchodská Lhota und Polická Lhota unterschieden, sie verschmolzen zu einem Ortsteil Náchodská Lhota.
Nach dem Münchner Abkommen verblieb Lhota u Police nad Metují bei der „Resttschechei“ und wurde dem Okres Náchod zugeordnet. Das Dorf war bis 1945 Grenzort zum Deutschen Reich, die Reichsgrenze verlief östlich. Nach dem Ende des Zweiten Weltkrieges kam Lhota u Police nad Metují zum Okres Broumov zurück. Im Jahre 1950 erfolgte der Zusammenschluss der Gemeinden Lhota u Police nad Metují, Machov und Nízká Srbská zu einer Gemeinde Machov. In diesem Zuge erfolgte die Umbenennung von Lhota u Police nad Metují in Machovská Lhota; zugleich wurden auch die ehemaligen Ortsteile Náchodská Lhota in Machovská Lhota und České Chalupy in Pod Horou umbenannt. Im Zuge der Gebietsreform von 1960 erfolgte die Aufhebung des Okres Broumov, seitdem gehört das Dorf zum Okres Náchod. 1991 hatte Machovská Lhota 137 Einwohner. Im Jahre 2001 bestand der Ortsteil aus 67 Wohnhäusern, in denen 114 Menschen lebten.

## Ortsgliederung
Der Ortsteil Machovská Lhota bildet einen Katastralbezirk. Zu Machovská Lhota gehören die Ortslagen Nad Horou (Oberhoran), Pod Horou (Unterhoran) und Nouzín.

## Sehenswürdigkeiten
- Kubečkova fara, errichtet 1813 als evangelisches Pfarrhaus; seit 1958 unter Denkmalschutz; Beschreibung (tschechisch). Alois Jirásek beschreibt die Bedeutung dieses Pfarrhauses in seinen Romanen „U nás“ und „Skaláci“.
- Glockenturm

## Persönlichkeiten
- Karel Dostal (1750–1813), geb. in Machovská Lhota; als „Bauerngeneral“ bekannt gewordener Führer der Bauernunruhen von 1775 im Politzer Gebiet.